# Чолий, Евгений Ярославович
Евгений Яросла́вович Чолий (укр. Євген Чолій, фр. Eugène Czolij; род. 1959, Монреаль) — канадский юрист украинского происхождения, деятель украинской диаспоры, с 2008 по 2018 год президент Всемирного Конгресса украинцев, доктор Honoris causa Национального университета «Львовская политехника» (2016), почётный консул Украины в Монреале (Канада) (с 2020).

## Биография
Сын эмигрантов; отец Ярослав Чолий в 1944 году в 14-летнем возрасте покинул вместе с семьёй село Черче (ныне Ивано-Франковская область).
Окончил Монреальский университет. Член палаты адвокатов Квебека с 1982 года, старший партнёр юридической компании «Lavery, de Billy», специалист по корпоративному праву. Он занимается вопросами банкротства и финансовой реструктуризации, а также корпоративными и коммерческими спорами. Он адвокат, практикующий во всех судах Квебека, включая Верховный суд Канады. В 1994 году он вошел в совет директоров UCC, а с 1998 по 2004 год занимал пост президента.
Чолий является членом совета директоров Всемирного Конгресса украинцев с 1993 года. Он занимал пост президента Всемирного Конгресса украинцев в течение десяти лет, с 2008 по 2018 год. За второй пятилетний срок на посту президента он посетил 51 страну на 147 отдельных маршрутах. Находясь там, он провел 1500 двусторонних встреч с лидерами правительств государств и международных организаций, включая ООН, ОБСЕ, Совет Европы, НАТО и ЕС, а также 160 публичных выступлений на официальных мероприятиях и 200 общественных собраний. Он возглавлял международную наблюдательную миссию UWC на парламентских и президентских выборах в стране в 2019 году.
Начал свою общественную деятельность в Союзе украинской молодёжи, в 1983—1989 годах возглавлял его монреальское отделение, в 1989—1992 годах — канадское национальное отделение, в 1992—1996 годах председатель его всемирного управления. С 1993 года входил в совет директоров Всемирного конгресса украинцев, с 2003 года первый заместитель президента, в 2008 году на IX Всемирном конгрессе украинцев в Киеве избран президентом, переизбран в 2013 году.

## Награды
- Медаль Золотого юбилея королевы Елизаветы II (Великобритания).
- Медаль Бриллиантового юбилея королевы Елизаветы II (Великобритания).
- Орден князя Ярослава Мудрого V степени (Украина, 23 августа 2019 года) — за весомый личный вклад в укрепление международного авторитета Украины, развитие межгосударственного сотрудничества, плодотворную общественную деятельность[3].
- орденом «За заслуги» III степени (Украина, 4 декабря 2006 года) — за весомый личный вклад в развитие украинско-канадских отношений и по случаю 15-й годовщины изгнания Канадой независимости Украины[4].
- Юбилейная медаль «25 лет независимости Украины» (Украина, 22 августа 2016 года) — за весомый личный вклад в укрепление международного авторитета Украинского государства, популяризацию её исторического наследия и современных достижений и по случаю 25-й годовщины независимости Украины[5].